# Phragmatobia variablilis
Phragmatobia variablilis är en fjärilsart som beskrevs av Daniel 1966. Phragmatobia variablilis ingår i släktet Phragmatobia och familjen björnspinnare. Inga underarter finns listade i Catalogue of Life.